# Sofia di Henneberg

Stemma del Casato di Henneberg

Sofia di Henneberg (... – 1372) è stata una nobildonna tedesca.

## Biografia
Era figlia di Enrico IV di Henneberg-Schleusingen e di Jutta di Brandeburgo, erede di Hildburghausen e Schmalkalden.

## Discendenza
Sposò Alberto II Norimberga, burgravio di Norimberga. La figlia Margherita (1359-1391) sposò il langravio Baldassarre di Turingia (1336-1406), dalla Casata di Wettin. La seconda figlia, Anna (1360-1413), sposò Swantibor III (~1351-1413), duca di Pomerania-Stettino.